# 裸缨千里光
裸缨千里光（学名：Senecio echaetus）是菊科千里光属的植物，为中国的特有植物。分布在中国大陆的西藏等地，生长于海拔2,650米的地区，常生长在铁杉林下，目前尚未由人工引种栽培。